# 倫敦大火
1666年倫敦大火（英語：Great Fire of London）是英國倫敦歷史上最嚴重的火災，火勢自儒略曆9月2日（星期日）開始蔓延，至9月5日（星期三）才撲滅。火災燒毀了不列顛尼亞城牆內的中世紀倫敦市建築，並直逼貴族勢力範圍西敏市、查理二世的懷特霍爾宮和許多近郊貧民區，但幸及時獲得控制。火災損失包括13200戶住宅、87座教區教堂、聖保羅大教堂以及多數市政府建築，估計造成城市8萬人口之中的7萬居民無家可歸。火災的死亡人數已不可考，但傳統上推測傷亡甚少。然而，出現了挑戰此推想的觀點，認為貧民和中產階級的死亡人數並未列入紀錄，且火災可能焚毀了受害者的屍首，才沒有留下易於辨認的遺體。
1666年9月2日星期日凌晨1點左右，倫敦市普丁巷有一間麵包鋪失火。一陣大風將火焰很快吹過幾條全是木屋的狹窄街道，然後又進入了泰晤士河北岸的一些倉庫裡。大火延燒了整個城市，連續燒了4天，包括89間教堂、44家公司以及13000間民房盡被焚毀，歐洲最大城市倫敦大約六分之一的建築被燒毀，吞沒約160公頃的土地（佔全城五分之四的面積）。後來起火點普丁巷附近立了一個紀念碑，高61.5公尺，共有311階，頂端為火焰飾圍繞的圓球，是英國天文學家和建築師克里斯多佛·雷恩所設計；重建的工作由雷恩主導，54間教堂中有51間是他重新設計的，包括聖保羅大教堂。

## 火情發展

### 週日
在1664年和1665年經歷了兩個多月的夏天之後，倫敦自1665年11月以來一直處於極度乾燥之中。在1666年漫長炎夏後，木製建築尤其變得乾燥。
1666年9月2日週日午夜1點左右，倫敦市普丁巷一間麵包鋪失火。一陣大風將火焰很快吹過幾條全是木屋的狹窄街道。當倫敦市長湯瑪斯·布洛德沃思爵士到達時，烈火吞噬了附近的房屋。
大火在狂風中迅速蔓延，直到週日中午，人們放棄了滅火的企圖，开始逃離。不斷移動的人員使消防車和馬車無法通行。週日下午，大火已经烧到泰晤士河畔，結果一發不可收拾。週日，整個倫敦已有1300間房屋和87个教区的教堂被烧毁。週一晚上，歷史悠久的伯納德城堡徹夜燃燒。週二白天，火勢從普丁巷附近開始東移。附近的房屋被大規模破壞，阻止了大火蔓延。

## 大火與鼠疫

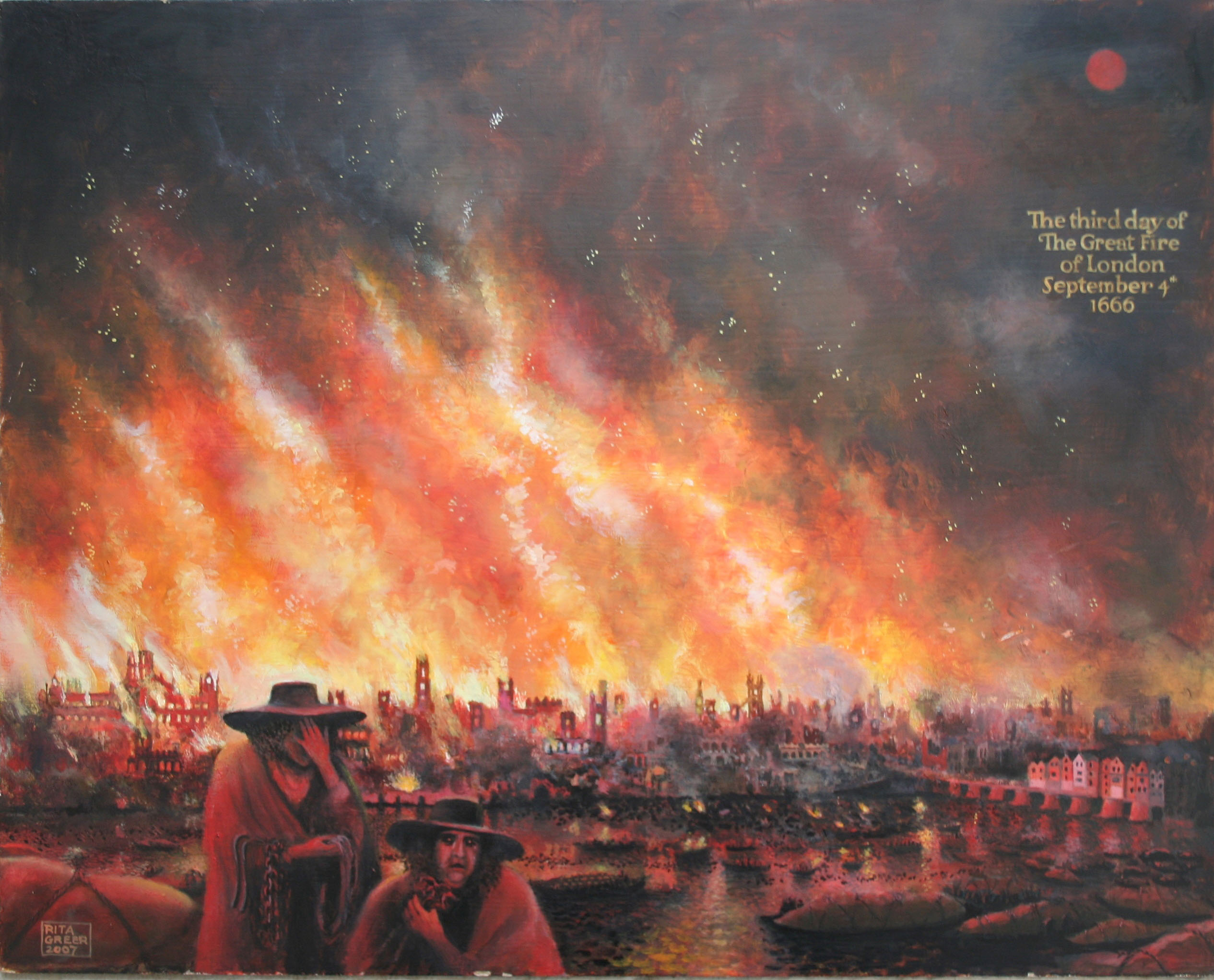
畫家描繪下的倫敦大火

在大火的前一年，倫敦爆發了大規模的瘟疫，死亡人數超過10萬人。1665年的6月以來的3個月内，伦敦的人口减少了十分之一。鼠疫由伦敦向外蔓延，英国王室逃出伦敦暫住牛津，市內的有錢人紛紛攜家帶口急忙出逃，有病人的住房都用紅粉筆打上十字標記。倫敦不再有擾人的官司問題，因為法律界人士已全都移居鄉下。1666年9月2日凌晨2点，一位布丁巷的麵包師傅法里诺忘了關上烤面包的炉子，使得火勢一發不可收拾，布丁巷位于伦敦旧城拥挤地区的中心，也是附近的伊斯特奇普市场的垃圾堆放地，一般的老百姓都住在那裡。一年前，国王查理二世曾致函伦敦市长，敦促他实施嚴格的灯火管制。火災發生時倫敦市长在凌晨就接到了失火通知，但他毫不在意，這一天是星期日，他沒心情工作。到下午，大火已经烧到泰晤士河畔，結果一發不可收拾。到了星期三整個倫敦已有1300間房屋被燒毁、87个教区的教堂被烧毁，300公畝的土地化為焦土。圣保罗大教堂被燒毀，連帶古墓也遭殃，露出了像是木乃伊的屍首。

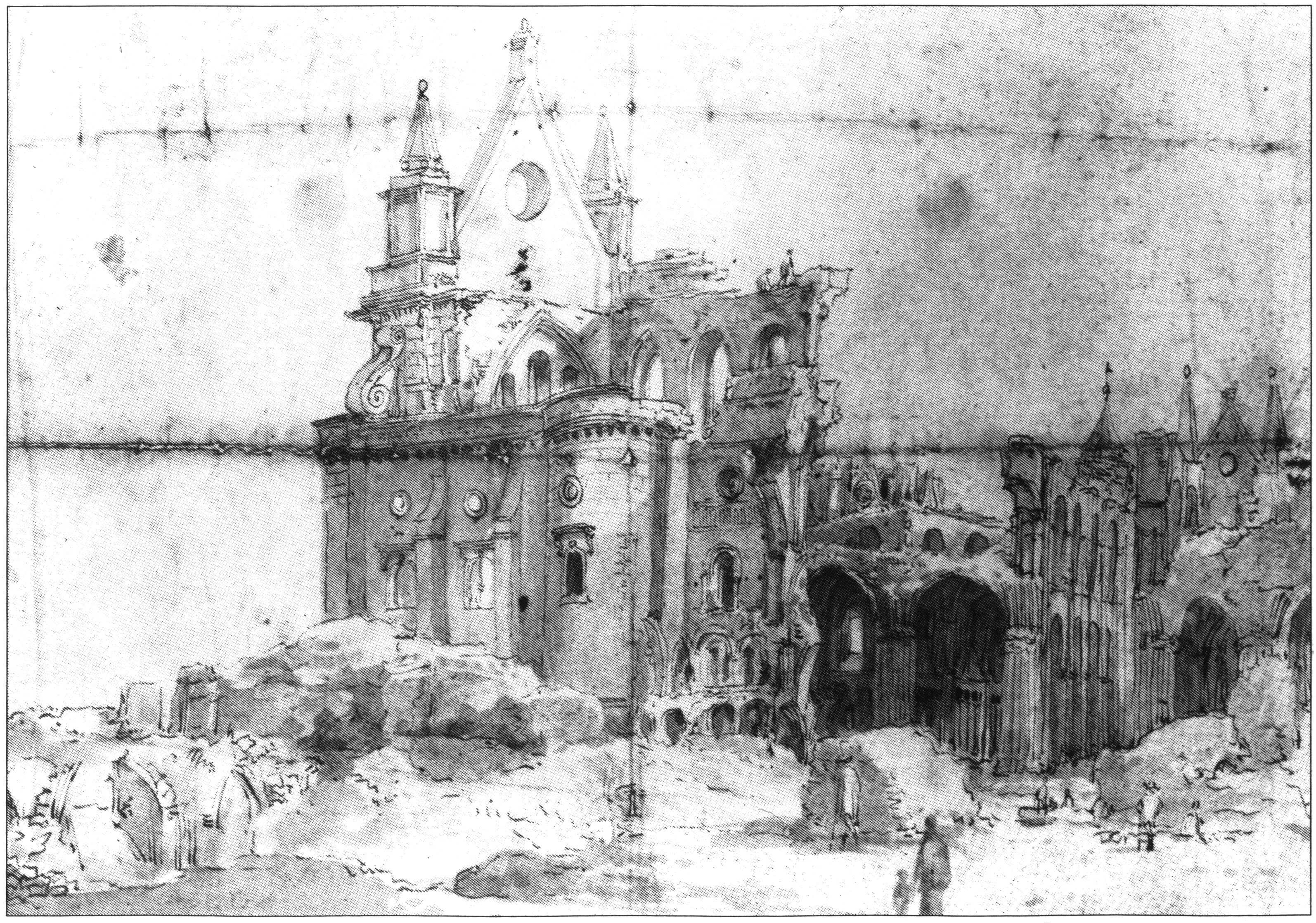
舊聖保羅大教堂被焚燬圖，托馬斯·懷克，1673年

伦敦大火只有8個人罹難，大多數市民有充裕的時間逃離災區，是不幸中的大幸，倫敦的驛道上擠滿了裝載著各種家產的手推小車。而且倫敦大火徹底切斷了自1665年以來倫敦的鼠疫問題，這場大火烧死了数量龐大的老鼠，地窖中的老鼠根本沒有藏身之處。重建後的倫敦市以石頭房子代替了原有木屋，個人衛生也得到改善，使得瘟疫不再爆發。日記名家塞繆爾·佩皮斯忠實地在日記中記載了這次瘟疫與大火的接連事件，“目睹瘟疫的慘狀，心中極為不安，口中只好嚼嚼煙草，以避開細菌的侵襲。”“我從床上爬起來，穿上睡衣，走到窗前觀看，以為失火地點在最遠處的馬克基的後面，爾後又上床蒙頭大睡。”
大火之後重建倫敦的迫切要求強而有力地帶動了內需，科學家出身的虎克這時擔任測量員及倫敦市政檢查官。1666年10月1日，建築師雷恩爵士提出了全倫敦市災後的修復方案，其中的聖保羅大教堂工程從1675年開始，直到1710年才告完工，共花費了75萬英鎊。他參與的建築工程還包括皇家的肯辛頓宮、漢普頓宮、大火紀念柱、皇家交易所、格林尼治天文台。這些工程使得英國的經濟開始突飛猛進。笛福說過，如果沒有那場大火，倫敦乃至整個英國的經濟不會有那麼快的起色。

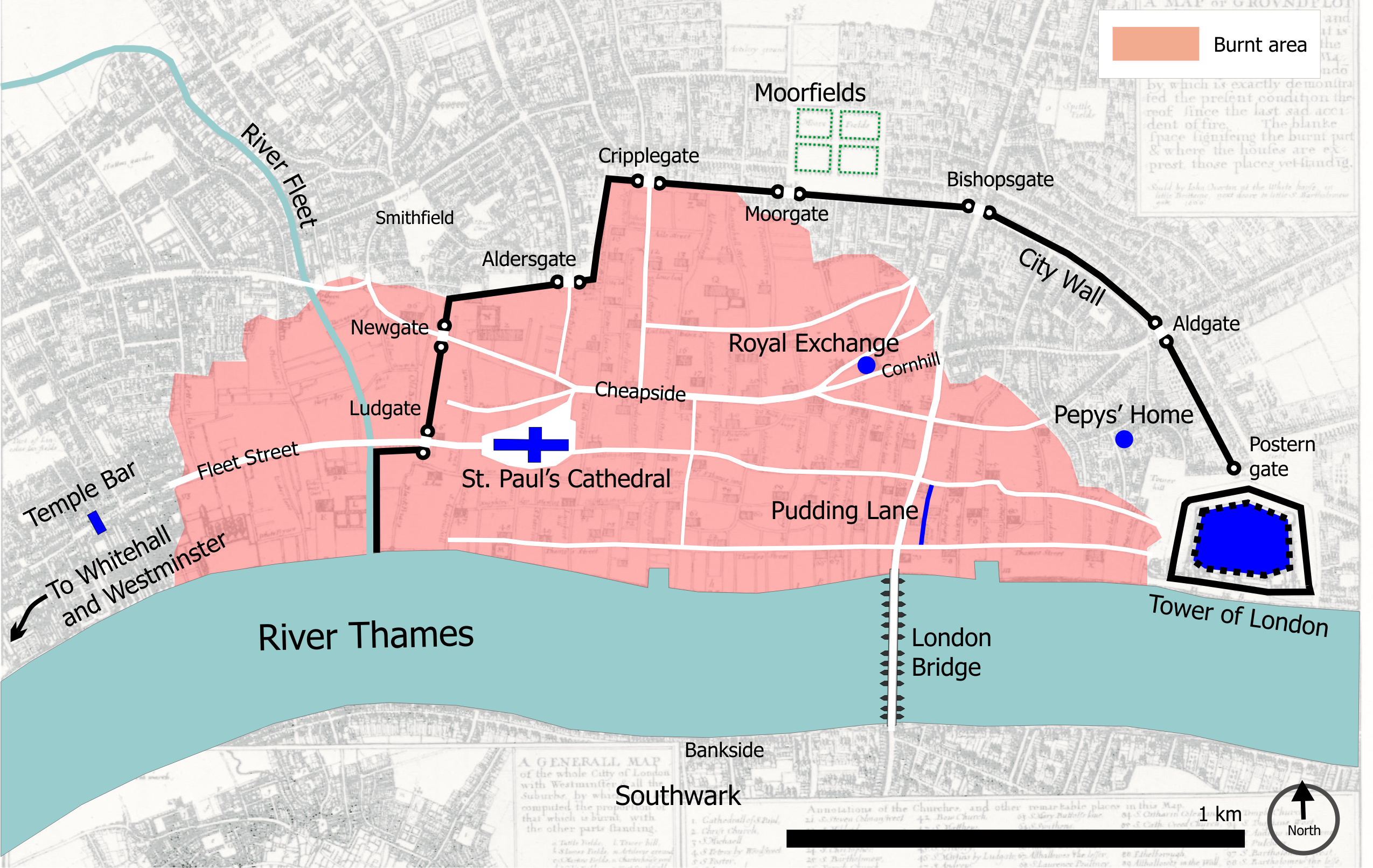
1666年的倫敦中心，粉紅色為燒毀區域

## 後續影響
英國的清教徒，把大火視為上帝在懲罰荒淫邪惡的國王查理二世（喜好外遇偷情、縱樂享受）；不過大部分的英國新教徒，卻偏執地相信，大火是羅馬教皇指使天主教徒，陰謀縱火而成的，英國社會長期的反天主教情緒，因此被強烈激化，近乎理盲瘋狂；查理二世更巧妙地把大火的行政責任，推給執政的克拉倫敦政府，讓民怨全部集中在克拉倫敦身上，迫使宰相兼大法官克拉倫敦在1667年逃亡至法國。

## 外部連結
- BBC history site（页面存档备份，存于）
- Museum of London answers questions（页面存档备份，存于）
- Channel 4 animation of the spread of the fire （页面存档备份，存于）

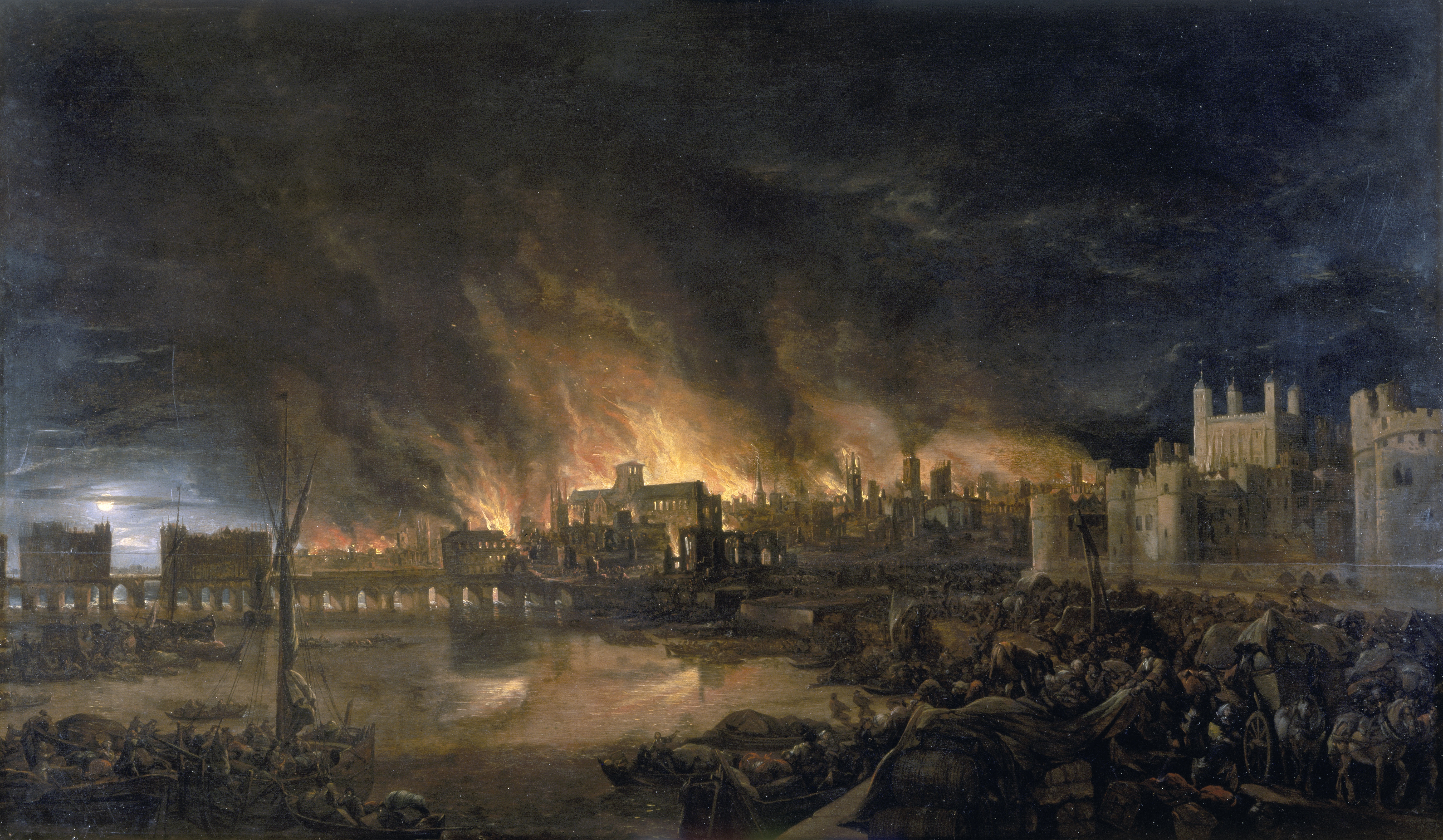
倫敦大火的局部畫作，作者不明。畫中描繪9月4日星期二自倫敦塔碼頭附近船隻所見的火勢，倫敦塔在畫面右方，左方則為倫敦鐵橋，遠方為圣保罗座堂，被高竄的火舌環繞。

- Child-friendly Great Fire of London site
- Fire of London website（页面存档备份，存于） produced by the Museum of London, The National Archives, the National Portrait Gallery, London Fire Brigade Museum and London Metropolitan Archives for Key Stage 1 pupils (ages 5–7) and teachers